# Chao Ťing-fang
Chao Ťing-fang (čínsky pchin-jinem Hăo Jǐngfāng, znaky 郝景芳; * 27. července 1984 Tchien-ťin) je čínská ekonomka a spisovatelka, především žánru science fiction. V roce 2016 získal její Folding Beijing cenu Hugo za nejlepší noveletu.

## Vzdělání a kariéra
Studovala na pekingské univerzitě Čching-chua fyziku na bakalářské a magisterské úrovni a následně zde získala doktorát z ekonomie. Mezi lety 2013–2018 pracovala v think tanku China Development Research Foundation (中国发展研究基金会于) a v letech 2019–2020 působila jako výzkumník čínské pobočky think tanku Berggruen Institute při Pekingské univerzitě. Na jaře 2018 hostovala na vysoké škole veřejné politiky Harvard Kennedy School. V roce 2017 založila organizaci zaměřenou na vzdělávání a volnočasové aktivity dětí školního věku.

## Dílo
Její dystopická noveleta Pej-ťing če-tie (北京折疊), napsaná v roce 2012 původně na univerzitním internetovém fóru a vydaná o dva roky později, získala v překladu Kena Liua jako Folding Beijing v roce 2016 žánrové ocenění Hugo. Tato noveleta, kritizující rozdíly mezi společenskými vrstvami v čínských velkoměstech, popisuje Peking v budoucnosti, ve které sociální rozdíly nabývají fyzického rozměru a jednotlivé skupiny nikdy nepřijdou do kontaktu. V roce 2017 začala příprava natáčení filmové adaptace Folding City. Noveleta v angličtině vyšla v časopise Uncanny Magazine a spolu s povídkou Kchan-pu-ťien te sing-čchiou (Invisible Planets) z roku 2013 v antologii Invisible Planets: Contemporary Chinese Science Fiction in Translation.
Mezi její další díla patří román Šeng-jü i-ťiou-pa-s (生于一九八四, Narozen 1984) z roku 2016, sci-fi román Liou-lang cchang-čchiung (流浪苍穹, anglicky vyšlo jako Vagabonds v roce 2020). a sci-fi thriller Jü-čou jüe-čchien če z roku 2021 (宇宙跃迁者, anglicky Jumpnauts, 2024).